# Crèche d'entreprise
Une crèche d'entreprise est une crèche intégrée à une entreprise qui souhaite offrir un service de garde d'enfants à ses employés.

## Objectif
Les jeunes parents qui s’absentent de leur entreprise pour pouvoir mener à terme leur maternité n’ont souvent pas d’autre choix que d’arrêter de travailler pour assurer la garde de leur enfant. Pour d’autres, ce sont des absences et des retards qui peuvent avoir un impact sur leur travail et provoquent des tensions avec leur employeur.
La crèche d’entreprise est donc une solution pour permettre aux parents de préserver leur rythme de travail tout en apportant une solution au bien du nourrisson :
- la crèche est proche du lieu de travail ;
- un professionnel de la petite enfance s’occupe des bébés ;
- les horaires de garde sont adaptés aux emplois du temps ;
- y obtenir une place est plus facile.

Les entreprises ont également observé que les salariés qui disposent de ce service avaient tendance à s’investir davantage dans leur travail.

## Les acteurs du marché
Les crèches d’entreprises se développent de plus en plus en France grâce aux entreprises qui souhaitent retenir leurs salariés avec des services à valeur ajoutée, mais également sous l’impulsion d’entreprises qui se sont créées ou spécialisées sur ce créneau.

### En France
Il existerait à l’heure actuelle 5 000 places en crèche d’entreprise en France. Nadine Morano, secrétaire d'État chargée de la Famille, a appelé début 2009 les entreprises à créer 15 000 places d’ici 2012.
L’année 2003 est une année charnière pour leur développement. En effet, La conférence de la famille a décidé d’investir 40 millions d’euros en faveur du secteur des entreprises afin de les doter de crèches pour accueillir les nourrissons de leurs salariés.
En pratique, l’État apporte une subvention aux entreprises qui couvre 40 % à 80 % des frais de création et 60 % des frais de fonctionnement. La participation des parents est prise en charge en partie grâce aux aides de la CAF, comme cela se fait déjà dans les crèches classiques. De nouveaux dispositifs d’aides, comme le contrat enfance entreprise ont également été lancés en 2004. Dans ce cas précis, une subvention est accordée aux entreprises qui mettent en place une crèche pour leurs salariées ou qui mettent à leur disposition des places dans des structures externes. Cette subvention couvre 55 % des sommes engagées par l’entreprise chaque année.